# Cosmophorus adebratti
Cosmophorus adebratti är en stekelart som beskrevs av Van Achterberg 2000. Cosmophorus adebratti ingår i släktet Cosmophorus och familjen bracksteklar. Inga underarter finns listade i Catalogue of Life.